# Hemmabyarna
Hemmabyarna, Världsbetraktelser i femton kapitel, är en filosofisk, delvis självbiografisk roman av Hans Larsson. Den utgavs 1916. Framställningen är en sorts folklivsskildring med drag av såväl memoarer och filosofiska betraktelser. Handlingen bygger på författarens minnen från sin uppväxt på Söderslätt. Verket beskrevs av Larsson själv som hans viktigaste och uppriktigaste samt att det innehöll hans djupaste filosofi dolt mellan raderna.
Begreppet Hemmabyarna syftar på författarens barndoms trakter kring Klagstorp, Hönsinge och Anderslöv. Genom att       sammanväva minnesbilder och personporträtt med livsbetraktelser kontrasteras uppväxtårens trygga värld under 1800-talets sista decennier med tillvaron under första världskriget. Minnet av det gamla bondesamhällets "enkla och helgjutna mänsklighet" lyfts fram som något värdefullt i den nya tidens oroliga och splittrade Europa.
I de två efterföljande verken, Idéerna i Stabberup och Per Ståstdräng, återkommer många av karaktärerna.

## Mottagande
| ”                                  | Jag har läst många manuskript i min dag, men aldrig något av motsvarande kvalitet och om vars livskraft jag känt mig lika övertygad. Denna meditativa framkallning av barndomens landskap och figurer är ett verk av djup egenart. | „ |
| – Anders Österling i Minnets vägar | |   |

I förordet av Tordis Dahllöf till nyutgåvan 1979: "Krigsutbrottet 1914, ondskans herravälde över människors sinnen, fick Hans Larsson att söka sig tillbaka till de gamla byarnas människor, både de onda och de goda. Men det är ingen nostalgisk flykt undan de dagsaktuella problemen, utan snarare ett försök att komma tillrätta med ondskans förnedrande inverkan på människor och hur vi skall kunna se och förlåta dem."
| ”                                         | En samling minnesbilder från den sydskånska slätten, som ofta fördjupas till betraktelser över världen och livet. [...] Då kan det hända, om man har en liten stund att drömma bort, när man har läst Hemmabyarna, att man måste in i alla gårdar och logar och "brytestugor" och besöka alla gamla pilevallar och bäckar om våren och sommaren och hösten och vintern och komma i håg alla gamla gubbar och gummor, som man har känt, men som nu är lagda till ro i kyrkogården där hemma. | „ |
| – Skribenten L.T. i Biblioteksbladet 1916 | |   |

## Kapitlen
1. Människor 2. De blåblommiga kopparna 
3. Tro mig inte mer än jämnt 4. Prosten åker hem
5. Predikaren 6. Mannarna 
7. Frisken 8. Bertel 
9. Himlarna 10. Muguint vaccæ 
11. Storemor 12. Pernilla 
13. Slungaren 14. Religionerna 
15. Glöm icke